# Đại học Nghiên cứu Chiến tranh
Đại học Nghiên cứu Chiến tranh (tiếng Ba Lan: Akademia Sztuki Wojennej; ASzWoj ) là tổ chức học thuật quân sự cao nhất ở Ba Lan. Nó được thành lập bởi Bộ Quốc phòng vào năm 2016 thay cho Học viện Đại học Quốc phòng cũ (Akademia Obrony Narodowej, AON) được thành lập vào năm 1990. Bộ trưởng Bộ Quốc phòng Wojciech Fałkowski giải thích rằng việc tổ chức lại học viện được lấy cảm hứng từ sự cần thiết phải cải thiện tỷ lệ sinh viên quân sự trong hồ sơ tổng thể của trường đại học.
ASzWoj và tiền thân của nó bao gồm Học viện Wyższa Szkoła Wojenna năm 1919, đã ảnh hưởng đến các tổ chức khác thông qua tuổi tác và sứ mệnh đặc biệt của nó. ASzWoj có nguồn gốc từ năm 1765 khi vua Stanisław August Poniatowski thành lập Quân đoàn Cadets, trường tiểu học đầu tiên ở Khối thịnh vượng chung Ba Lan-Litva. Quân đoàn Cadets được kế tục bởi Trường Cao học chiến tranh (1919-1946) và sau đó bởi Đại học Quốc phòng (1991-2016).
ASzWoj cấp bằng cử nhân, bằng thạc sĩ và bằng tiến sĩ. Nó cũng cung cấp chương trình tiến sĩ (haging) toàn diện. ASzWoj được tài trợ bởi Bộ Quốc phòng, và hợp tác với Tổ chức Hiệp ước Bắc Đại Tây Dương.